# Steven Nyman
Steven Kent Nyman detto Steve (Provo, 12 febbraio 1982) è un ex sciatore alpino statunitense.

## Biografia

### Stagioni 1999-2006
Nyman, specialista delle prove veloci residente a Sundance e attivo dal gennaio 1999, ha esordito in Nor-Am Cup il 26 febbraio 2000 a Snowbasin in discesa libera (34º); ha vinto la medaglia d'oro nello slalom speciale e la medaglia d'argento nella combinata ai Mondiali juniores di Tarvisio 2002 e grazie al titolo iridato giovanile ha potuto esordire in Coppa del Mondo il 9 marzo successivo nello slalom speciale delle finali di Altenmarkt-Zauchensee, classificandosi 15º.
Il 10 dicembre 2002 ha preso parte alla sua prima gara di Coppa Europa, lo slalom gigante di San Vigilio di Marebbe, senza qualificarsi per la seconda manche. Il 9 dicembre 2003 a Beaver Creek ha vinto la sua prima prova di Nor-Am Cup, il supergigante disputato a Beaver Creek (suo primo podio nel circuito), e il 21 gennaio 2004 ad Altenmarkt-Zauchensee ha colto in discesa libera la prima vittoria, nonché primo podio, in Coppa Europa. Ha preso parte per la prima volta ai Giochi olimpici invernali a Torino 2006, dove è stato 19º nella discesa libera, 43º nel supergigante e 29º nella combinata.

### Stagioni 2007-2013
Il 1º dicembre 2006 ha conquistato il primo podio in Coppa del Mondo nella discesa libera della Birds of Prey di Beaver Creek, classificandosi al 3º posto, e il 16 dicembre seguente ha vinto la sua prima gara nel circuito, la discesa libera della Saslong in Val Gardena. Ai successivi Mondiali di Åre 2007, sua prima presenza iridata, è stato 21º nella discesa libera, 12º nel supergigante e 9º nella supercombinata.
Ai XXI Giochi olimpici invernali di Vancouver 2010 si è classificato 20º nella discesa libera; il 25 febbraio dello stesso anno ha conquistato ad Aspen nella medesima specialità l'ultima vittoria in Nor-Am Cup e il giorno successivo l'ultimo podio, ancora ad Aspen in discesa libera (3º), chiudendo quella stagione 2009-2010 al primo posto nella classifica di specialità del circuito continentale. L'anno dopo ai Mondiali di Garmisch-Partenkirchen 2011 nella medesima specialità è stato 13º; il 15 dicembre 2012 ha bissato la vittoria nella discesa libera di Coppa del Mondo sulla Saslong di sei anni prima e ai successivi Mondiali di Schladming 2013 si è classificato 35º nella medesima specialità.

### Stagioni 2014-2023
27º nella discesa libera ai XXII Giochi olimpici invernali di Soči 2014, sua ultima presenza olimpica, nella successiva successiva 2014-2015 ha vinto la sua terza e ultima gara di Coppa del Mondo, ancora una volta la discesa libera della Val Gardena disputata il 19 dicembre, e ha preso parte ai Mondiali di Vail/Beaver Creek 2015, piazzandosi 4º nella discesa libera, 20º nel supergigante e 21º nella combinata. 
Il 17 dicembre 2016 è salito per l'ultima volta sul podio in Coppa del Mondo, nuovamente sulla Saslong in discesa libera (3º), e ai successivi Mondiali di Åre 2019, sua ultima presenza iridata, è stato 23º nella discesa libera e 8º nel supergigante; si è ritirato dall'attività agonistica, segnata nell'ultimo periodo della sua carriera da lunghi periodi di inattività per infortunio, durante la stagione 2022-2023 e la sua ultima gara è stata la discesa libera di Coppa del Mondo disputata a Beaver Creek il 3 dicembre, che non ha completato.

## Palmarès

### Mondiali juniores
- 2 medaglie:
  - 1 oro (slalom speciale a Tarvisio 2002)
  - 1 argento (combinata a Tarvisio 2002)

### Coppa del Mondo
- Miglior piazzamento in classifica generale: 20º nel 2016
- 11 podi (tutti in discesa libera):
  - 3 vittorie
  - 3 secondi posti
  - 5 terzi posti

#### Coppa del Mondo - vittorie
| Data             | Località    | Paese  | Specialità |
| ---------------- | ----------- | ------ | ---------- |
| 16 dicembre 2006 | Val Gardena | Italia | DH         |
| 15 dicembre 2012 | Val Gardena | Italia | DH         |
| 19 dicembre 2014 | Val Gardena | Italia | DH         |

Legenda:

DH = discesa libera

### Coppa Europa
- Miglior piazzamento in classifica generale: 60º nel 2010
- 2 podi:
  - 2 vittorie

#### Coppa Europa - vittorie
| Data            | Località              | Paese   | Specialità |
| --------------- | --------------------- | ------- | ---------- |
| 21 gennaio 2004 | Altenmarkt-Zauchensee | Austria | DH         |
| 13 marzo 2010   | Tarvisio              | Italia  | DH         |

Legenda:

DH = discesa libera

### Nor-Am Cup
- Miglior piazzamento in classifica generale: 5º nel 2005
- Vincitore della classifica di discesa libera nel 2010
- 6 podi:
  - 5 vittorie
  - 1 terzo posto

#### Nor-Am Cup - vittorie
| Data             | Località         | Paese       | Specialità |
| ---------------- | ---------------- | ----------- | ---------- |
| 9 dicembre 2003  | Beaver Creek     | Stati Uniti | SG         |
| 1º aprile 2005   | Mammoth Mountain | Stati Uniti | DH         |
| 10 dicembre 2009 | Lake Louise      | Canada      | DH         |
| 11 dicembre 2009 | Lake Louise      | Canada      | DH         |
| 25 febbraio 2010 | Aspen            | Stati Uniti | DH         |

Legenda:

DH = discesa libera

SG = supergigante

### South American Cup
- Miglior piazzamento in classifica generale: 6º nel 2004
- Vincitore della classifica di supergigante nel 2004
- 4 podi:
  - 1 vittoria
  - 2 secondi posti
  - 1 terzo posto

### South American Cup - vittorie
| Data           | Località     | Paese | Specialità |
| -------------- | ------------ | ----- | ---------- |
| 29 agosto 2003 | Valle Nevado | Cile  | SG         |

Legenda:

SG = supergigante

### Campionati statunitensi
- 6 medaglie[2][3]:
  - 2 ori (discesa libera nel 2003; discesa libera nel 2005)
  - 2 argenti (supergigante nel 2007; discesa libera nel 2010; supergigante nel 2015)
  - 1 bronzo (supergigante nel 2002)